# Acide hexahydroxydiphénique
L’acide hexahydroxydiphénique (ou HHDP) est un acide organique qui participe à la structure des ellagitanins (tanins hydrolysables) par une partie (motif) appelée Hexahydroxydiphénoyle.
Les ellagitanins ou tanins ellagiques sont formés autour d'un sucre (glucose ou polyol dérivé du D-glucose) comportant plusieurs liaisons esters d'acide hexahydroxydiphénique (ou de ses dérivés DHHDP, acide chébulique). Ils sont produits à partir des gallotanins par couplage oxydatif C-2-C-2' d'au moins deux unités galloyles. L'acide ellagique est la dilactone de l'acide hexahydroxydiphénique.

La casuarictine, un ellagitanin tiré de l'arbre australien Casuarina stricta contient deux motifs d'acide hexahydroxydiphénique.
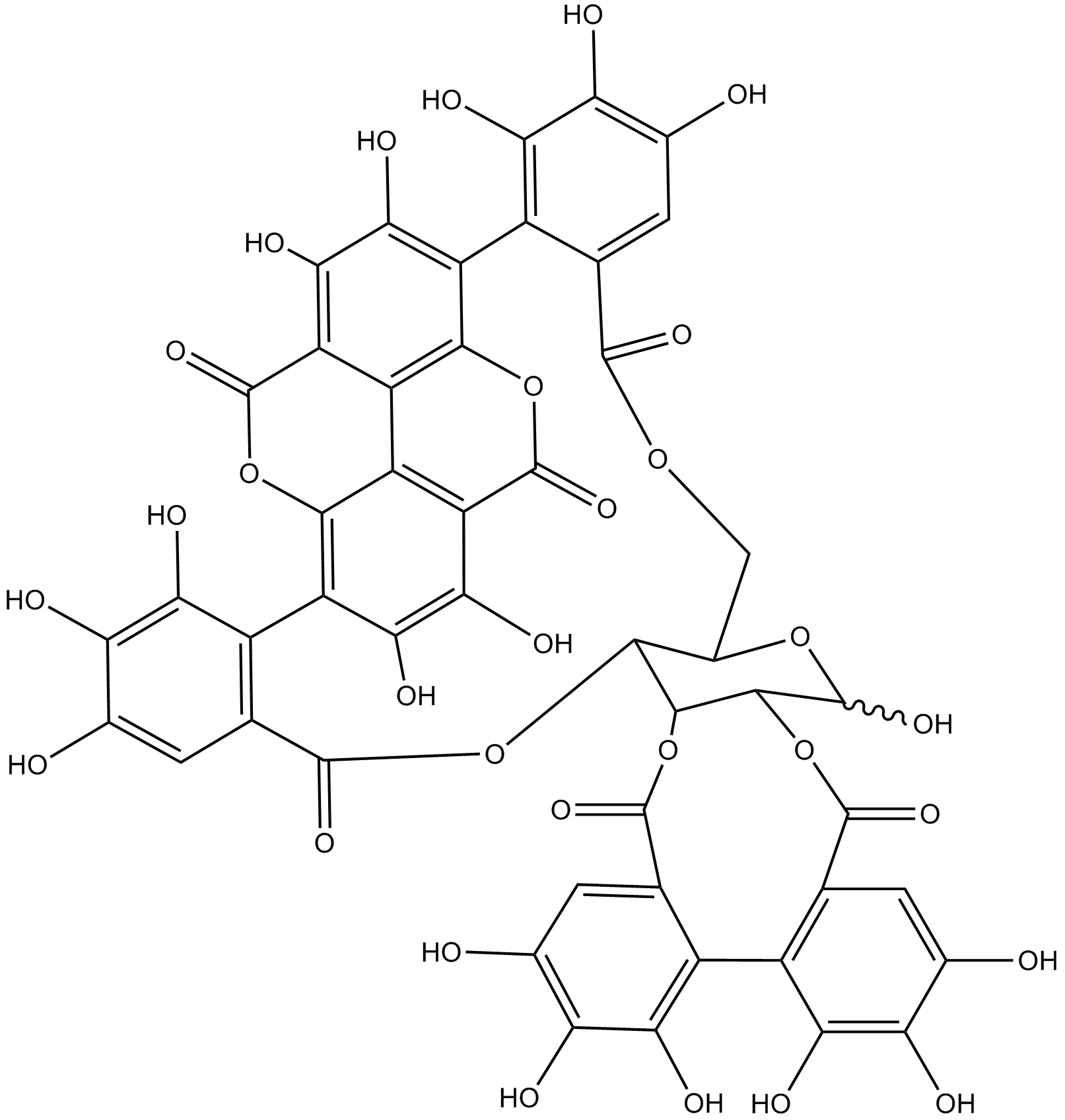
La punicalagine, un ellagitanin tiré de la grenade (Punica granatum) contient un motif d'acide hexahydroxydiphénique et un motif d'acide gallagique.
L'acide ellagique est la dilactone de l'acide hexahydroxydiphénique.
L'acide lutéique est la monolactone de l'acide hexahydroxydiphénique.